# Meiorganum olivaceoflavidus
Meiorganum olivaceoflavidus är en svampart som först beskrevs av Cooke & Massee, och fick sitt nu gällande namn av T.H. Li & Watling 1999. Meiorganum olivaceoflavidus ingår i släktet Meiorganum och familjen Paxillaceae.   Inga underarter finns listade i Catalogue of Life.